# Sant Joan de Solans
|  | Per l'església de Sant Joan de Solans de l'Alt Urgell, o Sant Joan i Sant Miquel, vegeu Sant Miquel de Solans. |

Sant Joan de Solans és una antiga església romànica de l'antic poble de Sant Sebastià de Buseu, al terme de Baix Pallars, al Pallars Sobirà. Formà part fins al 1969 de l'antic terme de Baén.
Està situada al sud-oest de Sant Sebastià de Buseu, a l'altra banda de la vall i a ponent de Sarroca, en el Solà de Sarroca, a la part oriental de les Costes de Buseu. És justament en el paratge denominat Tros de Sant Joan, a l'esquerra de la Llau dels Banyaders i a poca distància per damunt, al nord-oest, de la Pista de Buseu quan aquesta pista travessa la llau esmentada.

## Història
Aquesta església pertanyia a un poblat medieval que, actualment, és conegut com a despoblat de Solans i en devia ser la seva església parroquial. Està documentada des del 1011, en una donació al monestir de Gerri, i podria ser que també s'hi referís un document anterior, una donació del comte Frèdol al mateix monestir, de l'any 849.

## Descripció
És una església d'una sola nau amb absis a llevant, tot dins de les característiques línies del romànic del segle xi. L'absis està decorat amb arcuacions llombardes. La nau és lleugerament més ampla als peus que a la capçalera; uneix l'absis amb la nau un arc presbiteral en degradació. La coberta inicial devia ser de fusta, amb un embigat per a sostenir-la, però més endavant els murs foren regruixits per tal de sostenir una volta de pedra, que fou la desmuntada pels veïns a la dècada dels trenta del segle xx.
L'absis presenta una factura molt acurada; és de volta de quart d'esfera, amb petits carreus de pedra tosca. Actualment és un poc deformada, a causa de les antigues refaccions de l'obra i les tensions que hi devia provocar la coberta de pedra de la nau. L'obra presenta dues fases. La primera devia ser del segle xi, i les modificacions, amb el canvi de coberta, de darreries del xii.
Actualment és en ruïnes; l'absis és la part més ben conservada. Tanmateix, aquesta església no es va esfondrar mai: foren els veïns de la vall que en desmuntaren la coberta per tal de reaprofitar-ne les pedres. Les parets laterals i de l'absis estan senceres.